# Arthur Streeton
Sir Arthur Ernest Streeton (8 de abril de 1867 - 1 de setembro de 1943) foi pintor australianos de paisagens e um dos mais destacados membros da Heidelberg School, o braço do impressionismo na Austrália
Streeton nasceu em Duneed, estado de Vitória, numa família de 4 irmãos ao todo. Filho de Charles Henry e Mary Streeton. Sua família mudou-se para Richmond, também em Vitória, em 1874. Seus pais conheceram-se numa viagem à Inglaterra em 1854. Em 1882, Streeton iniciou seus estudos artísticos com G. F. Folingsby na National Gallery of Victoria Art School, líder em ensino acadêmico de pintura na Austrália até 1910, pelo menos.
Streeton foi influenciado pelo impressionismo francês e os trabalhos do pintor inglês Joseph Mallord William Turner. Durante um bom tempo, associou-se aos também artistas australianos Frederick McCubbin e Tom Roberts. Em 1885 Streeton fez sua primeira exibição na Victorian Academy of Art. Também conseguiu emprego como aprendiz de litógrafo sob a orientação de Charles Troedel. 

## Carreira

### Acampamento Eaglemont, Heidelberg
Na seca do verão de 1888, Streeton viajou de trem para o subúrbio agrícola e de pasto de Heidelberg, a 11 km a nordeste do centro da cidade de Melbourne. Sua intenção era caminhar até o local onde Louis Buvelot pintou sua tarde de verão de 1866 obras perto de Templestowe, que era, segundo Streeton, "a primeira paisagem fina pintada em Victoria". Na viagem de volta a Heidelberg, Streeton conheceu Charles Davies, cunhado do amigo David Davies. Charles deu-lhe "posse artística" de uma propriedade abandonada no topo da propriedade de Mount Eagle, oferecendo vistas espetaculares sobre o Vale do Yarra até os Dandenongs.Para Streeton, Eaglemont (como se tornou conhecida) foi o ambiente de trabalho ideal - uma localização rural razoavelmente isolada que ainda estava perto da cidade. A própria casa podia ser vista pelos visitantes quando chegaram à estação ferroviária de Heidelberg. [carece de fontes?]
Streeton passou as primeiras noites em Eaglemont sozinho com o fazendeiro da fazenda, Jack Whelan (que representava a pintura "pioneira" de Streeton ˜A cabana do seletor", 1890''
), e dormia no chão, porque nos quartos não havia mobília. A casa estava "assustadora e fantasmagórica. Um corredor escuro e longo parecia cheio de visões passadas, e fora de portas uma escuridão  borrada contra o brilho acentuado da Cruz do Sul... Mas o tabaco e o vinho balanceavam bem a escuridão"
Ele descia a colina diariamente para a aldeia de Heidelberg para realizar sua refeições antes de se divertir no mato com um latas de leite cheias de tintas e telas. Os primeiros artistas a pintar com Streeton em Eaglemont foram os estudantes da Galeria Nacional Aby Altson e John Llewelyn Jones, seguidos por John Mather e Walter Withers. Como Streeton, Withers pintava a natureza em meio a arbustos suburbanos em Melbourne, empregando cores terrosas com pinceladas soltas e impressionistas. No final de 1888, ele se tornou um visitante de fim de semana do acampamento.
Ao mesmo tempo, Streeton conheceu o artista Charles Conder, que viajou a Sydney, em outubro de 1888, a convite de Tom Roberts. Um ano mais novo que Streeton, Conder já era um plein airist comprometido, e foi fortemente influenciado pelas técnicas pictóricas do impressionista expatriado Girolamo Nerli. Conder e Roberts juntaram-se a Streeton em Eaglemont em janeiro de 1889 e ajudaram a fazer algumas modestas melhorias na casa. Apesar das ausentes condições de vida, Streeton estava contente: "Cercado pela beleza da nova paisagem, com calor, seca e moscas, e pressionado pelas necessidades da vida, trabalhamos duro e foram um trio feliz". Streeton e Conder rapidamente se tornaram amigos e influenciaram a arte do outro. Seu amor compartilhado dos versos do poeta australiano do Sul, Adam Lindsay Gordon, é revelado nos títulos de algumas de suas pinturas de Eaglemont, incluindo o romântico trabalho de Streeton "Acima de nós, o grande céu grave" (1890, tirado do poema de Gordon "Sonhos duvidosos"

## Legado
Em 2008, três músicos australianos que vivem em Genebra, na Suíça, fundaram um trio de piano que chamaram de "Trio de Streeton", em homenagem ao pintor. 
As obras de Streeton aparecem em muitas grandes galerias e museus australianos, incluindo a Galeria Nacional da Austrália e as galerias estaduais, e o Australian War Memorial. Em setembro de 2015, a paisagem do penhasco de Coogee de Streeton, The Blue Pacific (1890), tornou-se a primeira pintura de um artista australiano e a segunda pintura de um artista ocidental fora da Europa, a fazer parte da coleção permanente da National Gallery, em Londres. Ela se encontra ao lado de grandes obras impressionistas de Claude Monet e Edouard Manet. 